# 武赫莱达尔市镇
武赫莱达尔市级市镇（烏克蘭語：Вугледарська міська громада）是乌克兰顿涅茨克州沃尔诺瓦哈区的一个市镇，行政中心为武赫莱达尔。市镇面积为596.5平方公里，人口数量为25,980人（2020年）。

## 居民点
该市镇包括15个居民点：1个城市和14个村庄。